# Apanteles mimoristae
Apanteles mimoristae är en stekelart som beskrevs av Muesebeck 1922. Apanteles mimoristae ingår i släktet Apanteles och familjen bracksteklar. Inga underarter finns listade i Catalogue of Life.